# Перикле Чивика
Перикле Чивика (на румънски: Pericle Civica) е румънски просветен деец, виден активист на румънската пропаганда сред арумъните и мъгленорумъните.

## Биография
Чивика е роден в голямото македонско влашко (арумънско) село Авдела, тогава в Османската империя, днес в Гърция. Завършва Румънския лицей в Битоля в 1889 г. Работи като инспектор на румънските училища в Османската империя.